# Episodi di Viaggio in fondo al mare (seconda stagione)
La seconda stagione della serie televisiva Viaggio in fondo al mare è andata in onda negli Stati Uniti dal 19 settembre 1965 al 20 marzo 1966 sulla ABC. 
| nº | Titolo originale             | Prima TV USA      | Titolo italiano | Prima TV Italia |
| -- | ---------------------------- | ----------------- | --------------- | --------------- |
| 1  | Jonah and the Whale          | 19 settembre 1965 |                 |                 |
| 2  | Time Bomb                    | 26 settembre 1965 |                 |                 |
| 3  | ...And Five of Us Are Left   | 3 ottobre 1965    |                 |                 |
| 4  | The Cyborg                   | 17 ottobre 1965   |                 |                 |
| 5  | Escape from Venice           | 24 ottobre 1965   |                 |                 |
| 6  | The Left-Handed Man          | 31 ottobre 1965   |                 |                 |
| 7  | The Deadliest Game           | 7 novembre 1965   |                 |                 |
| 8  | Leviathan                    | 14 novembre 1965  |                 |                 |
| 9  | The Peacemaker               | 21 novembre 1965  |                 |                 |
| 10 | The Silent Saboteurs         | 28 novembre 1965  |                 |                 |
| 11 | The X Factor                 | 5 dicembre 1965   |                 |                 |
| 12 | The Machines Strike Back     | 12 dicembre 1965  |                 |                 |
| 13 | The Monster from Outer Space | 19 dicembre 1965  |                 |                 |
| 14 | Terror on Dinosaur Island    | 26 dicembre 1965  |                 |                 |
| 15 | Killers of the Deep          | 2 gennaio 1966    |                 |                 |
| 16 | Deadly Creature Below!       | 9 gennaio 1966    |                 |                 |
| 17 | The Phantom Strikes          | 16 gennaio 1966   |                 |                 |
| 18 | The Sky's On Fire            | 23 gennaio 1966   |                 |                 |
| 19 | Graveyard of Fear            | 30 gennaio 1966   |                 |                 |
| 20 | The Shape of Doom            | 6 febbraio 1966   |                 |                 |
| 21 | Dead Men's Doubloons         | 13 febbraio 1966  |                 |                 |
| 22 | The Death Ship               | 20 febbraio 1966  |                 |                 |
| 23 | The Monster's Web            | 27 febbraio 1966  |                 |                 |
| 24 | The Menfish                  | 6 marzo 1966      |                 |                 |
| 25 | The Mechanical Man           | 13 marzo 1966     |                 |                 |
| 26 | The Return of the Phantom    | 20 marzo 1966     |                 |                 |

## Jonah and the Whale
- Prima televisiva: 19 settembre 1965
- Diretto da: Sobey Martin
- Scritto da: Shimon Wincelberg

### Trama
- Guest star: Gia Scala (Katya), Allan Hunt (Riley)

## Time Bomb
- Prima televisiva: 26 settembre 1965
- Diretto da: Sobey Martin
- Scritto da: Allan Balter, William Read Woodfield

### Trama
- Guest star: Richard Gilden (Tal), Richard Loo (Li Tung), John Kowal (poliziotto), Lee Millar (soldato), Ina Balin (Litchka), Susan Flannery (Katie), John Zaremba (ammiraglio Johnson), Harold Dyrenforth (dottore), Frank Delfino (ragazzo)

## ...And Five of Us Are Left
- Prima televisiva: 3 ottobre 1965
- Diretto da: Harry Harris
- Scritto da: Robert Vincent Wright

### Trama
- Guest star: James Anderson (Wilson), Allan Hunt (Riley), Kent Taylor (Johnson), Ed McCready (Hill), Phillip Pine (Ryan), Robert Doyle (Werden), Teru Shimada (Nakamura), Francoise Ruggieri (Brenda)

## The Cyborg
- Prima televisiva: 17 ottobre 1965
- Diretto da: Leo Penn
- Scritto da: William Read Woodfield, Allan Balter

### Trama
- Guest star: Victor Buono (Tabor Ulrich), Brooke Bundy (Gundi), Nancy Hsueh (Tish Sweetly)

## Escape from Venice
- Prima televisiva: 24 ottobre 1965
- Diretto da: Alex March
- Scritto da: Charles Bennett

### Trama
- Guest star: Rachel Romen (Alicia), Allan Hunt (Riley), Margot Stevenson (Betty), Fred Roberto (croupier), Renzo Cesana (Count Ferdie Staglione), Vincent Gardenia (Bellini), Delphi Lawrence (Julietta), Danica D'Hondt (Lola Hale)

## The Left-Handed Man
- Prima televisiva: 31 ottobre 1965
- Diretto da: Jerry Hopper
- Scritto da: William Welch

### Trama
- Guest star: Barbara Bouchet (Tippy Penfield), Regis Toomey (George Penfield), Judy Lang (Angie), Charles Dierkop (uomo mancino), Cyril Delevanti (Noah Grafton), Michael Barrier (Cabrillo)

## The Deadliest Game
- Prima televisiva: 7 novembre 1965
- Diretto da: Sobey Martin
- Scritto da: Hendrik Vollaerts

### Trama
- Guest star: Lloyd Bochner (generale Hobson), Audrey Dalton (Lydia Parrish), Robert Cornthwaite (generale Reed Michaels), Robert F. Simon (presidente)

## Leviathan
- Prima televisiva: 14 novembre 1965
- Diretto da: Harry Harris
- Scritto da: William Welch

### Trama
- Guest star: Karen Steele (Cara), Liam Sullivan (dottor Anthony Sterling), Allan Hunt (Riley)

## The Peacemaker
- Prima televisiva: 21 novembre 1965
- Diretto da: Sobey Martin
- Scritto da: William Read Woodfield, Allan Balter

### Trama
- Guest star: Walter Woolf King (Hansen), Lloyd Kino (poliziotto), Lee Kolima (Junk Captain), George Zaima (scienziato), John Cassavetes (Everett Lang), Whit Bissell (Connors), Irene Tsu (Su Yin), Dale Ishimoto (Premier), Allan Hunt (Riley), George Young (complice di Lang)

## The Silent Saboteurs
- Prima televisiva: 28 novembre 1965
- Diretto da: Sobey Martin
- Scritto da: Max Ehrlich, Sidney Marshall

### Trama
- Guest star: George Takei (Cheng), Pilar Seurat (Moana), Alex D'Arcy (Lago), Bert Freed (Halden), Phil Posner (Stevens)

## The X Factor
- Prima televisiva: 5 dicembre 1965
- Diretto da: Leonard Horn
- Scritto da: William Welch

### Trama
- Guest star: Jan Merlin (Henderson), John McGiver (Alexander Kaber/Corby (see Notes), George Tyne (Liscomb), Allan Hunt (Riley), William Hudson (capitano Shire)

## The Machines Strike Back
- Prima televisiva: 12 dicembre 1965
- Diretto da: Nathan Juran
- Scritto da: John Hawkins, Ward Hawkins

### Trama
- Guest star: Arch Whiting (Sparks), Allan Hunt (Riley), Bert Remsen (senatore Kimberly), John Gallaudet (ammiraglio Johnson), Roger C. Carmel (ammiraglio Halder), Francoise Ruggieri (capitano Verna Trober), Alfred Shelly (Murphy)

## The Monster from Outer Space
- Prima televisiva: 19 dicembre 1965
- Diretto da: James B. Clark
- Scritto da: Allan Balter, William Read Woodfield

### Trama
- Guest star:

## Terror on Dinosaur Island
- Prima televisiva: 26 dicembre 1965
- Diretto da: Leonard Horn
- Scritto da: William Welch

### Trama
- Guest star: Paul Carr (Benson), Paul Trinka (uomo del sonar)

## Killers of the Deep
- Prima televisiva: 2 gennaio 1966
- Diretto da: Harry Harris
- Scritto da: Allan Balter, William Read Woodfield

### Trama
- Guest star: Bruce Mars (Bosun's Mate), James Frawley (Manolo), Dallas Mitchell (Sonar Man (Destroyer), John Newton (comandante Richard Lawrence), Michael Ansara (capitano Tomas Ruiz), Patrick Wayne (Fraser), Gus Trikonis (uomo del sonar)

## Deadly Creature Below!
- Prima televisiva: 9 gennaio 1966
- Diretto da: Sobey Martin
- Scritto da: William Read Woodfield, Allan Balter

### Trama
- Guest star: Nehemiah Persoff (Dobbs), Paul Comi (Hawkins), Wayne Heffley (Seaview Doctor)

## The Phantom Strikes
- Prima televisiva: 16 gennaio 1966

### Trama
- Guest star: Alfred Ryder (Krueger), Allan Hunt (Riley)

## The Sky's On Fire
- Prima televisiva: 23 gennaio 1966
- Diretto da: Gerald Mayer
- Soggetto di: William Welch

### Trama
- Guest star: David J. Stewart (Weber), Robert H. Harris (Carleton), Frank Marth (McHenry), Allan Hunt (Riley)

## Graveyard of Fear
- Prima televisiva: 30 gennaio 1966
- Diretto da: Justus Addiss
- Scritto da: Robert Vincent Wright

### Trama
- Guest star: Marian McCargo (Karyl), Robert Loggia (Ames), Arch Whiting (Sparks), Allan Hunt (Riley), Paul Trinka (Patterson)

## The Shape of Doom
- Prima televisiva: 6 febbraio 1966
- Diretto da: Nathan Juran
- Scritto da: William Welch

### Trama
- Guest star: Kevin Hagen (Holden), Allan Hunt (Riley), Arch Whiting (Sparks)

## Dead Men's Doubloons
- Prima televisiva: 13 febbraio 1966
- Diretto da: Sutton Roley
- Scritto da: Sidney Marshall

### Trama
- Guest star: Paul Trinka (Patterson), Albert Salmi (Brent), Bob Swimmer (Pirate), Allen Jaffe (Sebastian), Arch Whiting (Sparks)

## The Death Ship
- Prima televisiva: 20 febbraio 1966
- Diretto da: Abner Biberman
- Scritto da: Michael Lynn, George Reed

### Trama
- Guest star: Allan Hunt (Riley), June Vincent (Ava), Herb Voland (carter), Ivan Triesault (Klaus), David Sheiner (Chandler), Lew Gallo (Stroller), Elizabeth Perry (Tracy), Harry Davis (Templeton), Ed Connelly (Rourke)

## The Monster's Web
- Prima televisiva: 27 febbraio 1966
- Diretto da: Justus Addiss
- Soggetto di: Peter Packer

### Trama
- Guest star: Peter Mark Richman (Gantt), Allan Hunt (Riley), Barry Coe (Balter)

## The Menfish
- Prima televisiva: 6 marzo 1966
- Diretto da: Tom Gries
- Scritto da: Allan Balter, William Read Woodfield

### Trama
- Guest star: Victor Lundin (Hansjurg), Gary Merrill (Park), Lawrence Mann (sub), Roy Jenson (Johnson), John Dehner (Borgman), Wayne Heffley (dottore)

## The Mechanical Man
- Prima televisiva: 13 marzo 1966
- Diretto da: Sobey Martin
- Scritto da: Ward Hawkins, John Hawkins

### Trama
- Guest star: James Darren (Omir), Arthur O'Connell (Paul), Cec Linder (Van Druten), Allan Hunt (Riley), Seymour Cassel (Jensen)

## The Return of the Phantom
- Prima televisiva: 20 marzo 1966
- Diretto da: Sutton Roley
- Scritto da: William Welch

### Trama
- Guest star: Alfred Ryder (Krueger), Vitina Marcus (Lani), Allan Hunt (Riley), Richard Bull (dottore)